# Tvåtjärnarna (Offerdals socken, Jämtland, 707066-140685)
Tvåtjärnarna är en sjö i Krokoms kommun i Jämtland och ingår i Indalsälvens huvudavrinningsområde.